# Onthophagus verticicornis
Onthophagus verticicornis (лат.) — вид жуков из подсемейства Scarabaeinae семейства пластинчатоусых.

## Описание
Цвет матово-чёрный. Длина 6—10 мм. Голова самца с лобным килем и теменной пластинкой, увенчанной S-образным рогом, самки с 2 килями. слегка волосатая.

## Распространение
Европейская часть России — юг лесостепной зоны, степь, Крым, Западная Европа.

## Биология
Питается экскрементами диких копытных, собак, сурков. Ведет скрытый образ жизни.
Самка выкапывает туннели в земле для яйцекладки. Затем жуки заносят навоз в выводковые камеры в качестве пищи для личинок.

## Охрана
Занесён в красную книгу Воронежской области под категорией 3: редкий вид.

## Галерея

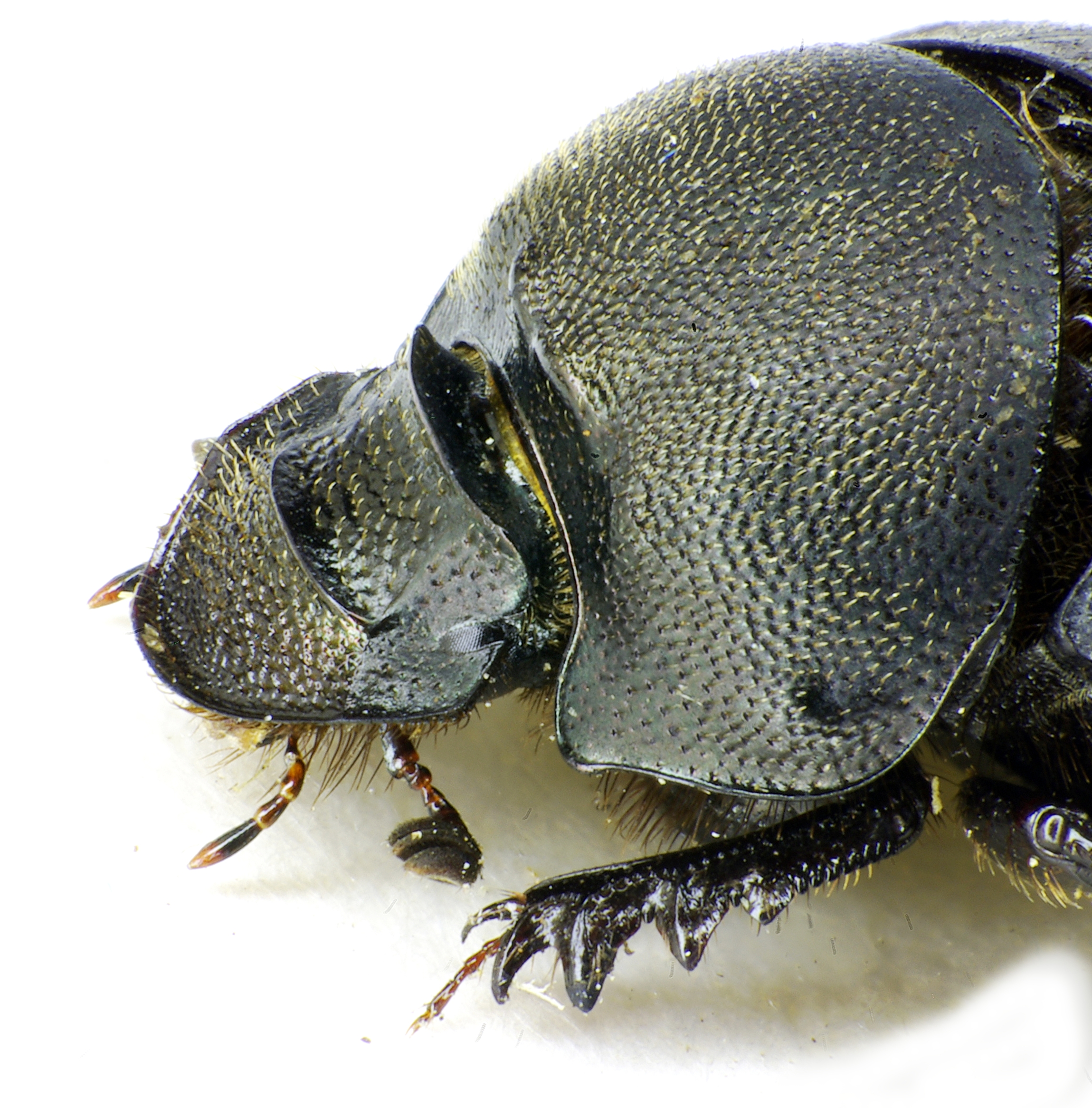
Голова самки
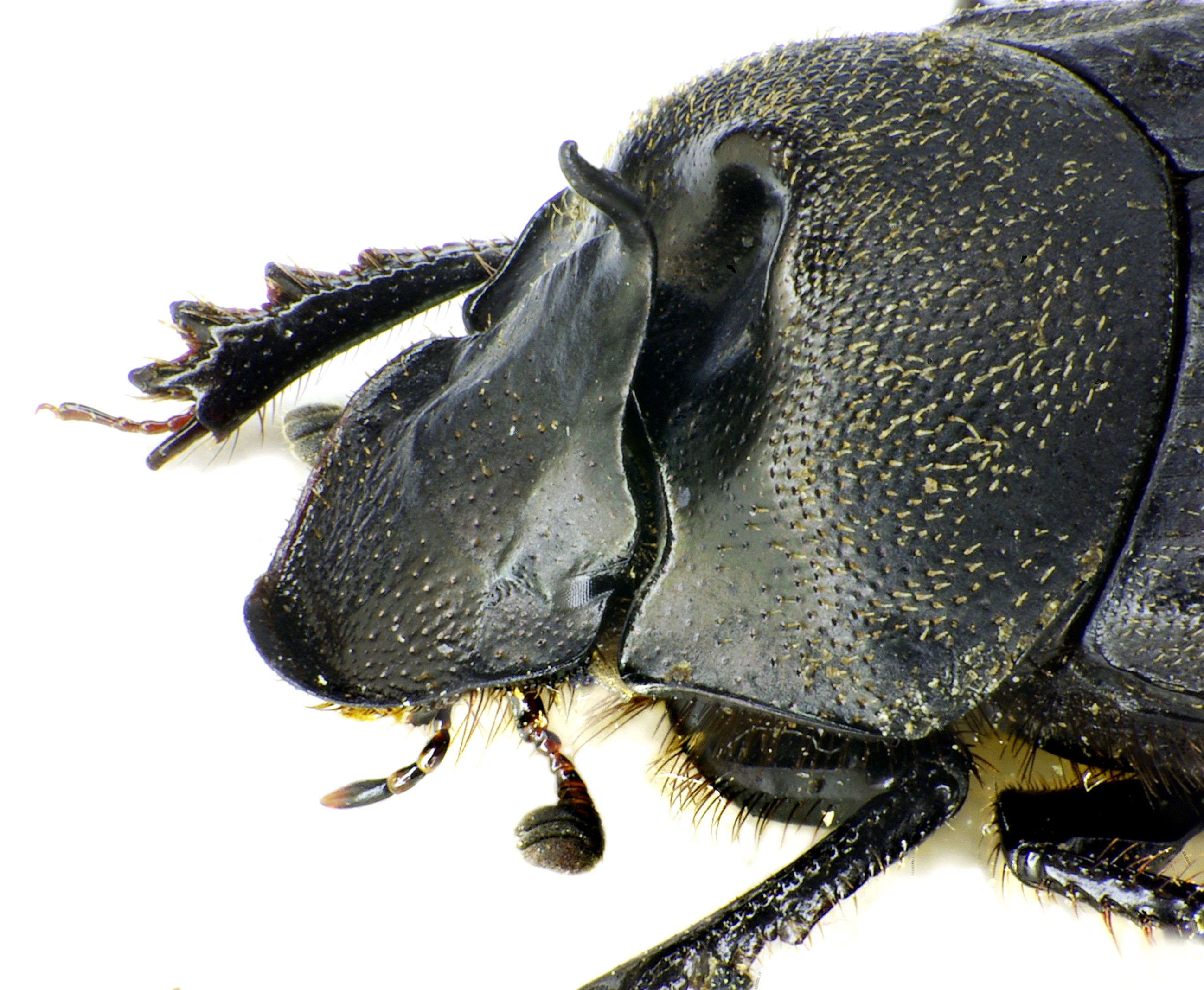
Голова самца
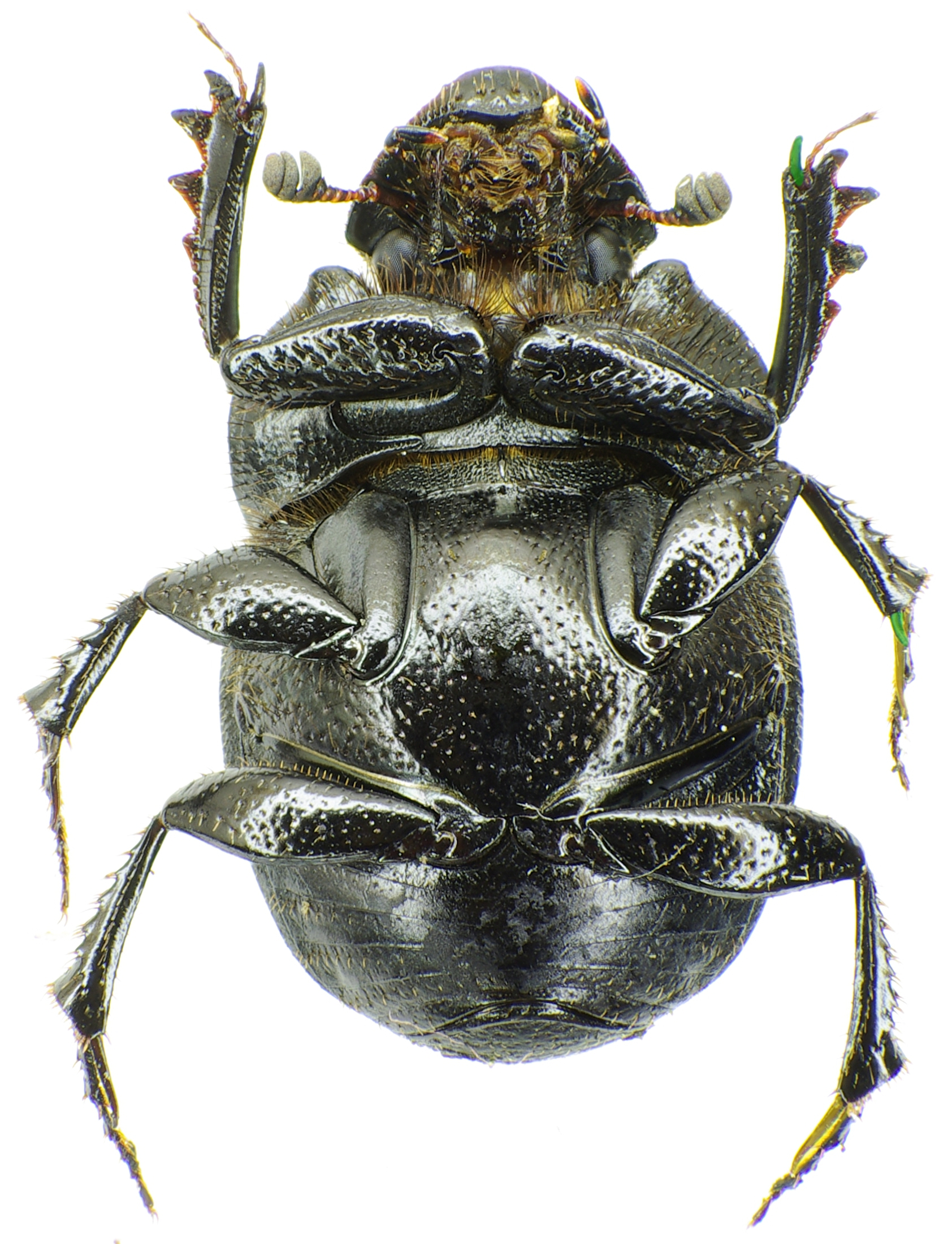
Вид снизу